# 悦州 (唐朝)
悦州，中国唐朝时设置的州。
武则天久视元年（700年），唐朝以戎州獠人淯水夷设置悦州，治所在甘泉县（今四川省筠连县筠连镇海沄村），在今四川省兴文县南、云南省盐津县、威信县二县之间，属戎州都督府，为羁縻州。北宋属泸州，后废。